# 宝物 (今井美樹の曲)
「宝物」（たからもの）は、今井美樹の27枚目のシングル。2009年9月16日発売。発売元はEMIミュージック・ジャパン。

## 収録曲
作詞・作曲　川江美奈子／編曲　河野圭
1. 宝物
NHK土曜ドラマ「再生の町」主題歌
2. re-born
3. 宝物 with 川江美奈子 <Vocal × Piano ver.> （ピアノ・川江美奈子）
4. 宝物 (Instrumental）
5. re-born (Instrumental）